# Built from Scratch
Built from Scratch è il secondo album in studio del gruppo musicale statunitense X-Ecutioners, pubblicato il 25 febbraio 2002 dalla Loud Records.
Il disco contiene venti tracce tra cui It's Goin' Down, brano realizzato insieme a Mike Shinoda e Joe Hahn dei Linkin Park. Il brano ricevette anche un videoclip, nel quale appaiono altri due membri dei Linkin Park (Rob Bourdon e Phoenix) e il frontman degli Static-X, Wayne Static.

## Tracce
1. Intro (featuring Vinroc, Apollo and Shortkut (Triple Threat)) – 1:11
2. XL (featuring Large Professor) – 2:39
3. X-Ecutioners Scratch – 3:37
4. A Journey Into Sound (featuring Kenny Muhammed (The Human Orchestra)) – 4:31
5. Hip Hop Awards (Skit) – 2:49
6. 3 Boroughs – 1:24
7. Let It Bang (featuring M.O.P.) – 3:30
8. X-Ecutioners (Theme) Song (featuring Dan the Automator) – 3:18
9. Feel the Bass – 3:56
10. You Can't Scratch (Skit) – 1:22
11. It's Goin' Down (featuring Mike Shinoda and Mr. Hahn of Linkin Park) – 4:08
12. Premier's X-Ecution – 4:41
13. The X (Y'all Know the Name) (featuring Pharoahe Monch, Xzibit, Inspectah Deck and Skillz) – 3:39
14. Genius of Love 2002 (featuring Tom Tom Club and Biz Markie) – 3:56
15. Choppin' N***** Up – 2:25
16. B-Boy Punk Rock 2001 (featuring Everlast) – 2:29
17. Who Wants to Be a M*****F**kin' Millionaire (Skit) – 2:47
18. Play That Beat – 4:46
19. Dramacyde (featuring Big Punisher and Kool G Rap) – 3:36
20. X-Ecution of a Bum Rush (The Beat Junkies (Babu and J-Rocc)) – 2:58

Traccia bonus
1. Play That Beat (Lo-Fidelity All Stars Remix) – 4:21

## Formazione
- Roc Raida – giradischi
- Rob Swift – giradischi
- Total Eclipse – giradischi
- Mista Sinista – giradischi